# 바하소금
바하소금(BAJA SALT, SAL BAJA PACIFIC)은 바하 캘리포니아 수르 주에 위치한 유네스코 지정 엘비즈카이노 고래보호지역에서 생산되는 소금이라는 뜻이다. 멕시코는 호주와 함께 대규모 염전에서 천일염을 생산하는 국가로 알려져 있으며 이 두 국가에서는, 산업용 소금과 식용소금을 엄격하게 구분하여 수출 및 관리하고 있다. 그 중에서도 멕시코 바하소금의 생산 및 수출은 멕시코 연방정부 경제국 소속 ‘광산개발위원회’에서 직접 관리하고 있다. 멕시코 정부에서 직접운영하고 있는 국영기업 ‘ESSA(Exportadora de Sal SA)’ 사는 바하 캘리포니아 수르 주(Baja California Sur, BCS)의 게레로 네그로 시티(Guerrero Negro City)의 인근 해역인 유네스코 지정 엘 비즈카이노 고래보호 지역의 오호데리에브레 석호(Ojo de Liebre Lagoon) 일대 청정해수를 활용하여 순도 높은 천일염을 생산하고 있다. 이곳은 국제 독점특허방식인 ‘Salting Out’ 시스템을 통해 3년 이상의 자연 증발과정과 간수제거를 통한 품질화를 거쳐 코셔 인증과 푸드그레이드를 만족시킬 수 있는 고순도의 식염을 생산하고 있으며 이 천일염의 브랜드를 바하 퍼시픽 천일염, 일명 ‘바하소금’이라고 한다. 푸드그레이드로 인정받은 식용소금은 현재 세계 최고의 천일염 생산회사 중 하나로 알려진 ESSA(멕시코 연방정부 경제국 산하 소금수출공사) 현재 총 생산량의 단 1%밖에 채 되지 않는다. 이 소금들은 고품질 소금의 수요가 높은 미국, 일본, 이스라엘 등의 국가를 대상으로 유통되고 있다. 그 중에서도 최고의 품질을 지닌 소금에 한하여 매년 ‘코셔파브인증’을 통해 품질을 관리하고 있다.
※ 코셔(Kosher) : 유대교의 율법 중 음식에 관한 것을 뜻하는 말인 히브리어 카쉬롯(Kashrus)의 영어식 단어로써 ‘허용된, 용인된’이라는 뜻을 갖는다. 코셔 인증을 받은 제품에는 코셔 인증마크를 부여하며, 그 중에서도 육류나 유제품 성분을 전혀 함유하지 않으며 천연상태에 가까운 코셔식품은 코셔 '파브(parve)'로 인증한다.
※ 푸드그레이드 소금 : 국제 식품규격위원회인 ‘CODEX Alimentarius’(UN의 FAO와 WHO에서 지정)의 표준규격(STANDARD FOR FOOD GRADE SALT, CODEX STAN 150-1985)으로 지정된 ‘푸드그레이드 소금’을 의미한다. 이 기준에 의하면 ‘푸드그레이드소금’은 염화나트륨(NaCl)의 함량이 97% 이상이어야 하며 바다, 암염, 천연 염수로부터 생산되는 소금이어야 한다.

1. 국산 천일염(식약처 기준) : 70% 이상
2. 프랑스(정부 조례 기준) : 94% 이상 (2등급 천일염 기준, 1등급 푸드그레이드는 97%)
3. 유럽연합 (CODEX 기준) : 97% 이상
4. 바하소금 순도(Natural Sea Salt) : 99% 이상으로 알려짐 (식용소금 기준)

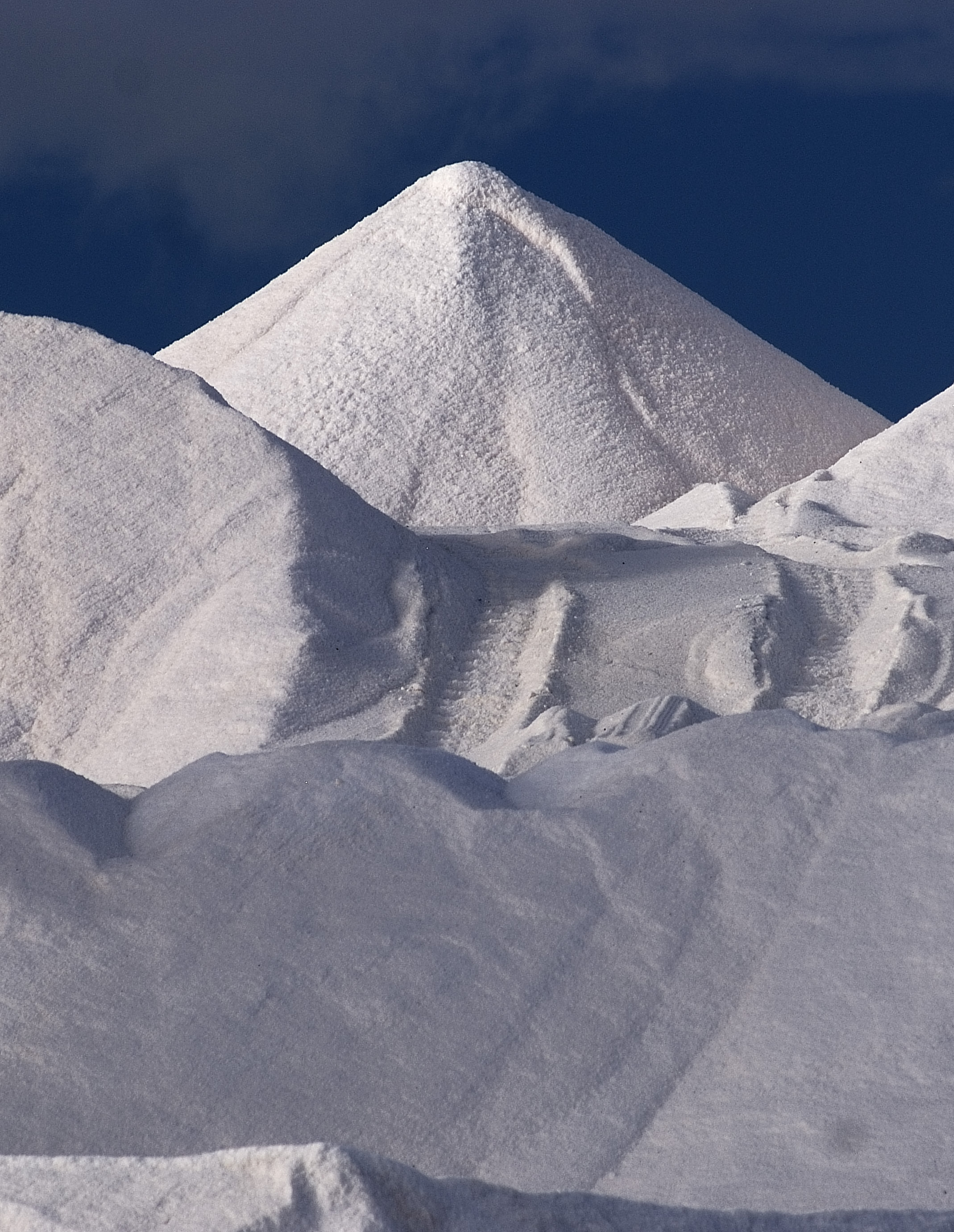
바하캘리포니아스루 지역에 위치한 ESSA의 소금 생산 관련 사진

### ESSA 바하소금 사업의 현재[8]
ESSA의 소금생산시설은 33,000헥타르(약 1억평)에 거쳐 펼쳐진 광활한 염전 안의 28,000ha의 해수 저장지역과 3,000ha의 결정화지역으로 구성된다. 이 곳은 2022년 현재까지 단일 규모로서 세계 최대규모 면적을 지닌 천일염 생산지로 자리매김하고 있다.
ESSA는 미국, 일본, 이스라엘 등지에 보급하는 '푸드그레이드 소금'과 '연수기' 및 다양한 산업에 사용되는 소금을 생산하고 있으며 Baja California의 Isla de Cedros에서 최대 180,000톤의 선박을 수용하고 적재할 수 있는 선적 시설을 운영하고 있다. ESSA의 사명은 직원의 헌신, 평등한 기회 및 약속을 바탕으로 품질, 안전, 가격 및 기회를 갖춘 소금을 제공함으로써 아시아 태평양 지역 및 북미 동부 해안 산업에 기여하는 것이다. 그리고 이 회사의 비전은 평등과 기회을 보장하는 환경에서 인적자원을 개발하고 생산성을 민주화하는 것과 같은 모범 사례의 적용과 공정의 효과적인 관리를 통해 고객에게 최고의 품질, 신뢰성, 안전성, 경쟁력 있는 가격의 소금을 제공함으로써 세계 최고의 소금 생산시설이 되는 것이다.

## 바하소금의 생산과 생태환경의 공존[9]

### UNESCO – 소금의 생산과 생물권 보존지역의 공존에 대한 평가보관됨2022-01-20 -웨이백 머신[10]
소금생산의 친환경성에 대한 우려는 바하소금이 생산되는 엘비즈카이노 고래보호지역의 오호데리에브레(Ojo de Liebre)와 산이그나시오(San Ignacio) 석호를 중심으로 계속되어 왔다.  이에 따라 유네스코의 세계문화유산위원회는 1999년 8월 23일부터 28일까지 엘 비스카이노 고래 보호 구역에서 기준과 조건을 충족하는지에 대한 체계적인 심사가 수행되었다. 위원회에서 파견한 조사팀은 관리 구조, 사이트의 무결성, 고래 개체수 상태, 소금 생산, 지속 가능한 사용 및 관광과 같은 일련을 조사한 결과 두 개의 석호인 Ojo de Liebre와 San Ignacio로 구성된 세계 유산 지역은 대부분 자연 서식지로서 그 품질과 중요성을 유지하고 있으며 1993년에 등재된 온전한 기준과 조건을 충족한다고 밝혔다. 그리고 전체 부지의 현재 상태에 깊은 인상을 받았으며 지역 주민, 생물권보전지역 직원, ESSA(Exportadora de Sal) 회사 및 정부의 지속적인 노력에 감사함을 표현하였다.
“위원회는 문서 WHC-99/CONF.209/INF.20에 포함된 임무 보고서와 권고 사항을 기록했습니다. 위원회는 세계 유산이 있는 그대로는 위험하지 않으며 과학적 데이터에 따르면 고래 개체수가 위협을 받지 않고 계속 증가하고 있음을 발표하였습니다. 그러나 상세한 증언으로 기록된 현 상황에 중대한 변화가 있었다면 당사국과의 협력 및 조정을 통해 세계유산협약에 따른 유적지의 현황에 대한 결론을 신속하게 재평가해야 하며, 이 새로운 정보는 모든 관련 당사자와 세계유산위원회에 제출하여 검토하도록 하였습니다.”

### 바하소금의 생산이 엘비즈카이노 오호데리에브레(Ojo De Liebre) 생물종 다양성의 보존에 기여하는 방법[12]
바하 캘리포니아 반도의 중간 지점에는 유네스코(UNESCO, 유엔교육과학문화기구)가 세계 유산 및 생물권 보호 구역으로 선언한 육지와 바다가 있다. 바로 오호데리에브레(Ojo de Liebre)와 산이그나시오(San Ignacio) 이 두 개의 석호와 그 사이의 넓은 땅을 둘러싸고 있는 El Vizcaíno Biosphere Reserve이다. 이 곳은 회색 고래 및 기타 해양 포유류의 겨울 서식지이자 수천 마리의 철새 물새의 서식지를 제공한다. 이 식물 개체들에는 소노란 사막(The Sonoran Desert)의 초목과 물가의 맹그로브가 포함된다.
소금 생산되기 시작한 이후로부터 매년 해당 지역에 서식 및 방문하는 회색 고래(Eschrichtius robustus) 및 많은 해양 조류 종들의 개체수를 살펴보면 생물종 다양성의 보존과 소금 생산이 분명히 양립 가능함을 알 수 있다. 생물종 다양성의 보존과 소금이라는 천연 자원의 지속 가능한 사용은 함께 이루어 질 수 있는 것이다. 전 세계 대부분의 염전에서 유사한 호환성이 관찰되었지만, Sustainable Development in a Mexican Biosphere Reserve: Salt Production in Vizcaíno, Baja California (Mexico)사례 연구에서는 특히 ESSA의 소금 생산 활동과 자연 보호가 어떻게 양립할 수 있는지에 대하여 잘 설명하고 있다. 지속 가능한 발전은 인구 증가를 억제함으로써 달성되는 것이 아니라 환경 보호 및 지역 주민들의 수입 수입 측면에서 효율적인 생산 활동을 모색함으로써 달성된다. 엘비즈카이노(El Vizcaino Biosphere Reserve)에 위치한 ESSA의 소금 생산 활동은 자연 보호와 인간 활동이 라틴 아메리카의 자연 보호 지역에서 어떻게 공존할 수 있는지 보여주고 있다. 이제 전 세계적 기후변화환경 속에서 지속가능한 소금의 생산에 대한 심도있는 연구와 고민이 필요한 상황이다.

## 기후 및 지리적 특징[16]
통상 고품질의 천일염을 생산하기 위한 기후 및 지리적 조건으로 적은 강수량, 높은 기온, 낮은 습도, 강한 바람, 넓고 평평한 지반이 요구된다.
바하소금이 생산되는 엘비즈카이노의 서쪽 지역은 고도가 낮고 기후 조건이 건조하다. 연간 강수량은 일반적으로 연간 80밀리미터(3인치) 미만이며 물이 너무 빨리 증발하여 강이 바다에 거의 도달하지 않는다. 한편, 끊임없는 바람은 느슨한 모래를 모아 해안사구로 만든다. 그러나 이 땅에는 다양한 생물들이 살고 있다. 보호 구역에서 400종 이상의 식물 종이 확인되었으며 대부분이 관목이나 초본 식물이다. 이 사진에서 가장 선명한 녹색 영역 중 일부는 무성한 초목이 아니라 소금 추출로 인한 것이다. Ojo de Liebre Lagoon의 가장자리와 Guerrero Negro 마을 근처에 있는 거대한 소금생산시설이 바로 바하소금을 생산하는 ESSA이다. 소금은 직사각형 윤곽과 녹색 색조 덕분에 주변 환경과 대조를 이룬다.
※ 게레로 네그로 시티(Guerrero Negro City) : 멕시코정부와 다니엘 루드비히가 ESSA설립과 함께 1954년 당시 세계 최대의 천일염 사업을 시작하며 건설되기 시작한 도시로, 천일염 생산 및 고래와 유네스코 청정해역 관련 생태관광으로 잘 알려진 도시이다. 도시의 명칭은 프랜치맨스 라군에서 난파된 미국의 포경선 Black Warrior의 이름을 따서 명명되었다. 현재 게레로 네그로의 거주민은 약 17,000명이고 주민 중 1,500명이 ESSA를 중심으로 생활하고 있다. 다른 대부분의 사람들은 회사에서 파생되는 서비스업에 종사하고 있으며, 또 어떤 사람들은 유네스코 지정 엘비즈카이노(El Viscaino) 고래보호지역과 관련한 관광 및 서비스업에 종사하고 있다.

## 역사

### 오호 데 리에브레 석호(Ojo de Liebre Lagoon)에서 발견된 천연의 소금층
오호 데 리에브레는 게레로 네그로 마을에 위치한 호수로 ‘산토끼의 눈’이라는 뜻을 갖는다. 이곳은 유네스코에서 지정한 엘 비즈카이노 고래보호 지역에 속하여 회색고래, 큰돌고래 등 다양한 종의 고래들이 서식하는 호수로 유명하다. 오호 데 리에브레는 석호의 형태를 띠어 퇴적물이 쌓이는 구조를 갖기 때문에 바닷물이 돌아 나가는 유속이 느리고 바람이 많이 부는 가운데 일사량이 많기 때문에 호수의 염도가 자연스럽게 높아져 천연의 소금층이 형성되는 특징이 있다.

### 1954년, ESSA의 설립자 다니엘 루드비히의 여행과 소금 사업의 시작
ESSA의 설립자 다니엘 루드비히(Daniel K. Ludwig)는 유조선 벌크산업을 일으킨 개척자로서 2차 세계대전 이후 미국의 거부 중 한 사람으로 알려져 있다. 1954년경, 벌크선을 활용한 새로운 사업을 구상하며 바하 캘리포르니아 수르(Baja California Sur) 지역을 여행하던 다니엘 루드비하는 오호데리에브레 석호(Ojo de Liebre Lagoon)에서 천일염을 생산하는 사업에 대한 큰 비전을 발견하였다. 행동하는 사람으로 잘 알려진 다니엘 루드비히는 곧바로 Exportadora de Sal, SA(ESSA)를 설립하였다. 그는 보유한 당시 최고 수준의 유조선 기술 및 선진 공업 기술을 활용하여 노동자들의 노고를 줄이고 더욱 더 순도가 높은 소금을 생산할 수 있는 Salting Out 시스템을 개발하였고 이를 적용할 수 있는 천일염 생산기지를 구축하였다. 먼저 ESSA(Exportadora de Sal SA)는 얕은 갯벌을 제방으로 만들어 약 1미터 깊이와 100미터 정사각형의 증발 연못을 건설하였다. 청정 해역으로부터 펌핑된 바닷물이 이 연못에 쏟아진 후 태양에 의해 증발되면, 포화된 염수 용액은 추가 건조를 위해 다른 지반으로 옮겨진다. 이후에 소금물이 완전히 증발된 후 순도가 높은 최상층의 소금 결정을 수확하여 바하소금이 만들어 진다. 2022년 현재 Scammon's Lagoon에 있는 이 거대한 염전은 합계 약 1억평(33,000헥타르)에 이르며 공중에서 보면 연한 에메랄드 색상의 이불처럼 보인다.
다니엘 루드비히는 1957년에 사막기후로 인하여 사람이 거의 살지 않던 이 게레로네그로 지역에 도시 및 천일염 생산 인프라 구축을 위해 필요한 일꾼과 자재를 수송할 수 있는 여건을 마련하였다. 이러한 ESSA 회사의 시작과 함께 ‘검은 영웅’이라는 이름의 게레로 네그로라는 도시는 천일염 생산을 기반으로 하는 새로운 도시로 성장하였다.

## 바하소금의 친환경적 생산과정

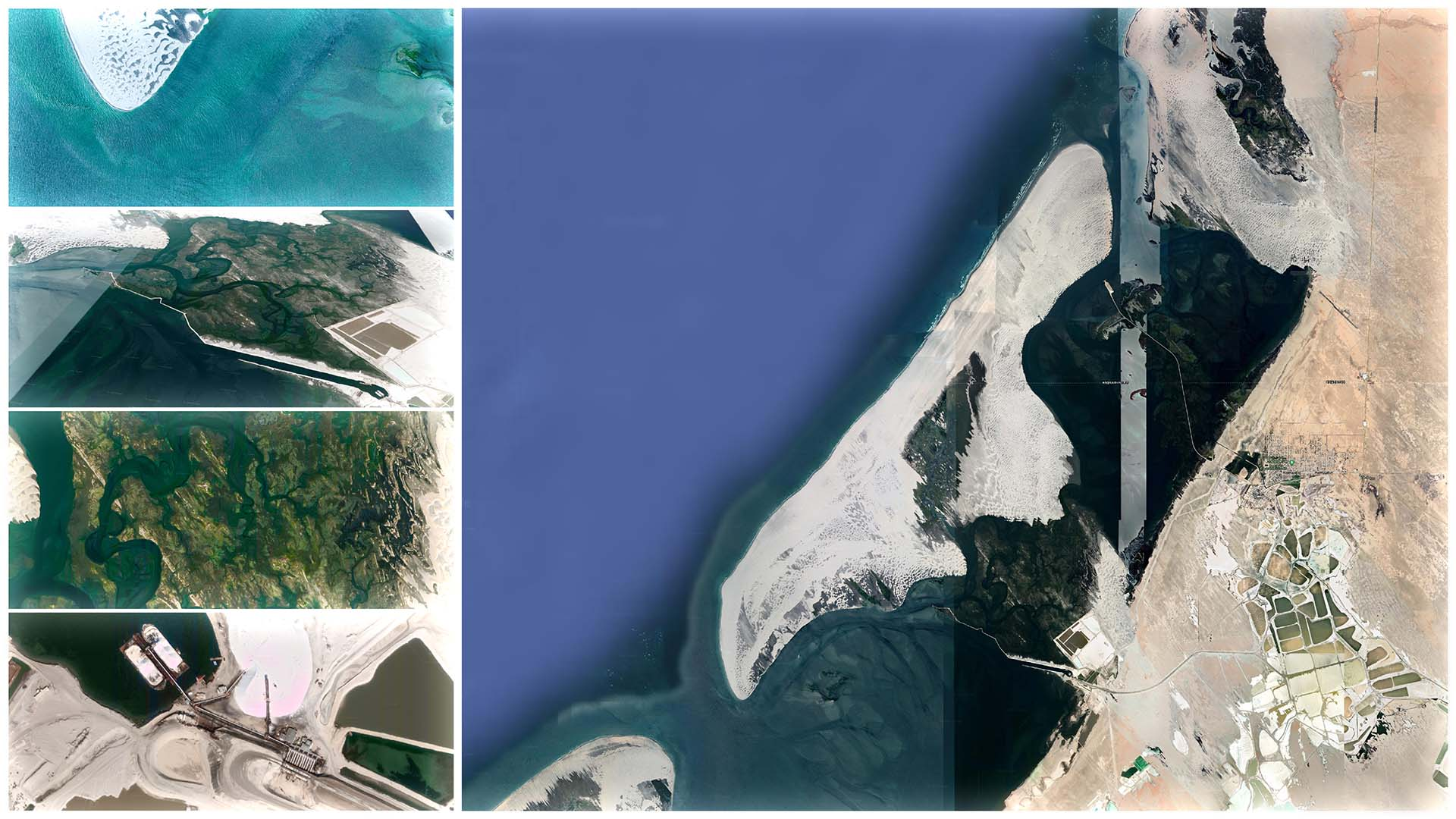
바하 캘리포니아에서 청정해수가 포화염수로 변화되는 과정

### 청정해수가 포화염수로 변화되는 과정
1. 캘리포니아 해류의 남단에 위치한 바하캘리포니아 연안의 해류가 오호데리에브레 석호와 해안 사구 지형 사이를 지나며 조류의 변화가 형성되고 물살이 잔잔해진다.
2. 고농도의 염분과 산소가 형성되는 석호의 비오톱 미생물 지대 양단의 제방 안쪽으로 해수가 유입된다.
3. 비오톱에 들어온 해수는 자연 정화과정을 거친다.
4. 증발되는 과정에서 많은 산소가 형성되어 엘비즈카이노 지역의 생물에게 긍정적인 영향을 준다.

### 독점 특허방식(Salting Out)에 의한 천일염 제조과정
1. 석호 인근해역의 해양수를 펌핑하여 28,000ha 면적의 해수 저장지역에 가둔 뒤 증발시킨다.
2. 증발되어 농도가 진해진 포화염수는 3,000ha 면적의 결정화 지역에서 자연 결정화된다.
3. 바하캘리포니아 수르의 뜨거운 햇빛과 건조한 바람에 의해 6~8개월가량의 기간동안 자연 건조된다.
4. 결정화 및 자연건조된 소금층의 최상층 부분만 수확하여 선적한다.
5. 선적한 뒤 품질화 과정을 거쳐 산업용과 식용을 구분하며, 수확된 전체 천일염 중 1% 이내의 소금을 식용소금으로 선별하여 최종 상품화 한다.
6. 세척 후 남은 포화염수는 자연 희석 및 중화과정을 거쳐 다시 바다로 흡수시킨다. 이 과정을 통해 염도가 높은 바닷물을 좋아하는 회색고래들이 부유하여 새끼를 낳는 공간이 될 수 있도록 바다의 깨끗함과 염도를 유지한다.